# Temporada 1983-84 de Los Angeles Lakers
La temporada 1983-84 fue la trigésimo sexta de los Lakers en la NBA, y la vigésimo cuarta en su ubicación en Los Ángeles, California. La temporada regular acabaron con 54 victorias y 28 derrotas, ocupando el primer puesto de la Conferencia Oeste, clasificándose para los playoffs en los que alcanzaron las Finales, en las que cayeron derrotados por 3-4 ante Boston Celtics.

## Elecciones en elDraft
Tras no disponer de ninguna elección en las dos primeras rondas del draft, ninguno de los cinco jugadores elegidos en rondas posteriores llegaron a disputar partido alguno en la NBA.

## Temporada regular
| División Pacífico        | División Pacífico | División Pacífico | División Pacífico | División Pacífico | División Pacífico | División Pacífico | División Pacífico | División Pacífico |
| Equipo                   | G                 | P                 | %                 | PD                | Casa              | Fuera             | Div               |                   |
| ------------------------ | ----------------- | ----------------- | ----------------- | ----------------- | ----------------- | ----------------- | ----------------- | ----------------- |
| y-Los Angeles Lakers     | 54                | 28                | .659              | –                 | 28–13             | 26–15             | 18–12             |                   |
| x-Portland Trail Blazers | 48                | 34                | .585              | 6                 | 33–8              | 15–26             | 17–13             |                   |
| x-Seattle SuperSonics    | 42                | 40                | .512              | 12                | 32–9              | 10–31             | 14–16             |                   |
| x-Phoenix Suns           | 41                | 41                | .500              | 13                | 31–10             | 10–31             | 16–14             |                   |
| Golden State Warriors    | 37                | 45                | .451              | 17                | 27–14             | 10–31             | 13–17             |                   |
| San Diego Clippers       | 30                | 52                | .366              | 24                | 25–16             | 5–36              | 12–18             |                   |

## Playoffs

### Primera ronda
Los Angeles Lakers vs. Kansas City Kings 
| Fecha       | Partido                                       | Ciudad      |
| ----------- | --------------------------------------------- | ----------- |
| 18 de abril | Los Angeles Lakers 116, Kansas City Kings 105 | Los Ángeles |
| 20 de abril | Los Angeles Lakers 109, Kansas City Kings 102 | Los Ángeles |
| 22 de abril | Kansas City Kings 102, Los Angeles Lakers 108 | Kansas City |
|             | Los Angeles Lakers gana las series 3-0        |             |

### Semifinales de División
Los Angeles Lakers vs. Dallas Mavericks 
| Fecha       | Partido                                      | Ciudad      |
| ----------- | -------------------------------------------- | ----------- |
| 28 de abril | Los Angeles Lakers 134, Dallas Mavericks 91  | Los Angeles |
| 1 de mayo   | Los Angeles Lakers 117, Dallas Mavericks 101 | Los Angeles |
| 3 de mayo   | Dallas Mavericks 125, Los Angeles Lakers 115 | Dallas      |
| 6 de mayo   | Dallas Mavericks 115, Los Angeles Lakers 122 | Dallas      |
| 8 de mayo   | Los Angeles Lakers 115, Dallas Mavericks 99  | Los Angeles |
|             | Los Angeles Lakers gana las series 4-1       |             |

### Finales de Conferencia
Los Angeles Lakers vs. Phoenix Suns 
| Fecha      | Partido                                       | Ciudad      |
| ---------- | --------------------------------------------- | ----------- |
| 12 de mayo | Los Angeles Lakers 110, Phoenix Suns 94       | Los Ángeles |
| 15 de mayo | Los Angeles Lakers 118, Phoenix Suns 102      | Los Ángeles |
| 18 de mayo | Phoenix Suns 135, Los Angeles Lakers 127      | Phoenix     |
| 20 de mayo | Phoenix Suns 115, Los Angeles Lakers 126      | Phoenix     |
| 18 de mayo | Los Angeles Lakers 112, San Antonio Spurs 117 | Los Ángeles |
| 23 de mayo | Los Angeles Lakers 121, Phoenix Suns 126      | Los Ángeles |
| 25 de mayo | Phoenix Suns 97, Los Angeles Lakers 99        | Phoenix     |
|            | Los Angeles Lakers gana las series 4-2        |             |

### Finales de la NBA
Boston Celtics vs. Los Angeles Lakers
| Fecha       | Partido                                    | Ciudad      |
| ----------- | ------------------------------------------ | ----------- |
| 27 de mayo  | Boston Celtics 109, Los Angeles Lakers 115 | Boston      |
| 31 de mayo  | Boston Celtics 124, Los Angeles Lakers 121 | Boston      |
| 3 de junio  | Los Angeles Lakers 137, Boston Celtics 104 | Los Ángeles |
| 6 de junio  | Los Angeles Lakers 125, Boston Celtics 129 | Los Ángeles |
| 8 de junio  | Boston Celtics 121, Los Angeles Lakers 103 | Boston      |
| 10 de junio | Los Angeles Lakers 119, Boston Celtics 108 | Los Ángeles |
| 12 de junio | Boston Celtics 111, Los Angeles Lakers 102 | Boston      |
|             | Boston Celtics gana las series 4-3         |             |

## Estadísticas
| Rk | Jugador             | Edad | P  | PT | MP   | TC  | TCI  | %TC  | T3  | T3I | %T3  | TL  | TLI | %TL  | RO  | RD  | RT  | AS   | RB  | TAP | BP  | FP  | PTS  |
| -- | ------------------- | ---- | -- | -- | ---- | --- | ---- | ---- | --- | --- | ---- | --- | --- | ---- | --- | --- | --- | ---- | --- | --- | --- | --- | ---- |
| 1  | Magic Johnson       | 24   | 67 | 66 | 38.3 | 6.6 | 11.6 | .565 | 0.1 | 0.4 | .207 | 4.3 | 5.3 | .810 | 1.5 | 5.9 | 7.3 | 13.1 | 2.2 | 0.7 | 4.6 | 2.5 | 17.6 |
| 2  | Jamaal Wilkes       | 30   | 75 | 74 | 33.4 | 7.2 | 14.1 | .514 | 0.0 | 0.1 | .250 | 2.8 | 3.7 | .743 | 1.7 | 2.8 | 4.5 | 2.9  | 1.0 | 0.5 | 1.8 | 2.7 | 17.3 |
| 3  | Kareem Abdul-Jabbar | 36   | 80 | 80 | 32.8 | 9.0 | 15.5 | .578 | 0.0 | 0.0 | .000 | 3.6 | 4.9 | .723 | 2.1 | 5.2 | 7.3 | 2.6  | 0.7 | 1.8 | 2.8 | 2.6 | 21.5 |
| 4  | James Worthy        | 22   | 82 | 53 | 29.5 | 6.0 | 10.9 | .556 | 0.0 | 0.1 | .000 | 2.4 | 3.1 | .759 | 1.9 | 4.4 | 6.3 | 2.5  | 0.9 | 0.9 | 2.2 | 3.0 | 14.5 |
| 5  | Michael Cooper      | 27   | 82 | 9  | 29.1 | 3.3 | 6.7  | .497 | 0.5 | 1.5 | .314 | 1.9 | 2.3 | .838 | 0.6 | 2.5 | 3.2 | 5.9  | 1.4 | 0.8 | 1.8 | 3.3 | 9.0  |
| 6  | Byron Scott         | 22   | 74 | 49 | 22.1 | 4.5 | 9.3  | .484 | 0.1 | 0.5 | .235 | 1.5 | 1.9 | .806 | 0.7 | 1.5 | 2.2 | 2.4  | 1.1 | 0.3 | 1.6 | 2.4 | 10.6 |
| 7  | Bob McAdoo          | 32   | 70 | 0  | 20.8 | 5.0 | 10.7 | .471 | 0.0 | 0.1 | .000 | 3.0 | 3.8 | .803 | 1.2 | 3.0 | 4.1 | 1.1  | 0.6 | 0.7 | 1.8 | 2.6 | 13.1 |
| 8  | Mike McGee          | 24   | 77 | 45 | 18.5 | 4.5 | 7.6  | .594 | 0.0 | 0.2 | .167 | 0.8 | 1.5 | .540 | 1.5 | 1.0 | 2.5 | 1.1  | 0.6 | 0.1 | 1.4 | 2.3 | 9.8  |
| 9  | Kurt Rambis         | 25   | 47 | 31 | 15.8 | 1.3 | 2.4  | .558 | 0.0 | 0.0 |      | 0.9 | 1.4 | .636 | 1.7 | 3.9 | 5.7 | 0.7  | 0.6 | 0.3 | 1.2 | 2.3 | 3.6  |
| 10 | Swen Nater          | 34   | 69 | 0  | 12.0 | 1.8 | 3.7  | .490 | 0.0 | 0.0 | .000 | 0.9 | 1.3 | .692 | 1.2 | 2.7 | 3.8 | 0.4  | 0.4 | 0.1 | 1.0 | 2.2 | 4.5  |
| 11 | Calvin Garrett      | 27   | 41 | 0  | 11.7 | 1.9 | 3.7  | .513 | 0.0 | 0.1 | .333 | 0.7 | 1.0 | .769 | 0.6 | 1.1 | 1.7 | 0.8  | 0.3 | 0.0 | 0.8 | 1.5 | 4.6  |
| 12 | Larry Spriggs       | 24   | 38 | 0  | 9.6  | 1.2 | 2.2  | .537 | 0.0 | 0.1 | .000 | 0.9 | 1.3 | .720 | 0.4 | 1.2 | 1.6 | 0.8  | 0.3 | 0.1 | 0.9 | 1.4 | 3.3  |
| 13 | Mitch Kupchak       | 29   | 34 | 3  | 9.5  | 1.2 | 3.2  | .380 | 0.0 | 0.0 | .000 | 0.6 | 1.0 | .647 | 1.0 | 1.5 | 2.6 | 0.2  | 0.1 | 0.2 | 0.6 | 1.4 | 3.1  |
| 14 | Eddie Jordan        | 29   | 3  | 0  | 9.0  | 1.3 | 2.7  | .500 | 0.0 | 0.0 |      | 0.3 | 0.7 | .500 | 0.0 | 1.3 | 1.3 | 1.7  | 1.3 | 0.0 | 2.7 | 1.7 | 3.0  |

## Galardones y récords
| Jugador             | Galardón                                                                 |
| Magic Johnson       | Mejor quinteto de la NBA All-Star                                        |
| Kareem Abdul-Jabbar | Mejor quinteto de la NBA 2.º Mejor quinteto defensivo de la NBA All-Star |
| Michael Cooper      | Mejor quinteto defensivo de la NBA                                       |
| Byron Scott         | Mejor quinteto de rookies de la NBA                                      |